# Гримоар
Гримоар е магическа книга. Книгите от този жанр, обикновено даващи указания за призоваване на ангели и демони, придобиване на просветление и магически сили, са циркулирали в Европа през Средновековието.
Магьосниците обикновено били преследвани от Църквата, затова дневниците им се пазели скрити, за да не бъдат изгорени. Тези книги съдържат астрологични познания, списъци на ангели и демони, указания за правене на различни заклинания, смесване на лекарствени препарати, призоваване на неземни същества и правене на талисмани. Магическите книги в почти всякакъв контекст, особено книгите със заклинания, също се наричат гримоари.
Сред вълшебните книги, магии и формули специално място заема Големият Гримоар или Евангелието на Сатана. Тази книга има и други имена, например „Червеният дракон“, но всички те са само ехо, така да се каже, на истинското име на основната окултна книга – най-мощната и в същото време най-мистериозната пише Esoreiter.ru
Твърди се, че принадлежи на Хонорий от Тива, историческа фигура, толкова загадъчна и дори мистична като самия Дявол. Във всеки случай самият Хонорий твърдял, че Великият Гримамор му е продиктуван от самия Сатана, откъдето идва и името на книгата – Евангелието на Сатана.
Подобно на всички вълшебни книги, „Великият Гримуар“ служи за връзка със света на демоните, боговете и ангелите. Но за разлика от други подобни произведения, легендата твърди, че без специален „печат на Сатана“, рискувате буквите от страниците на „Великия Гримоар“ да изгорят очите ви.
Въпреки тези сериозни предупреждения (че „Евангелието на Сатана“ е само за малцина избрани), през 18 век във Франция има истински бум в публикуването на евтини гримоари, а през 19 век било възможно да се получи „истински“ том от втора ръка магически инструкции.
Освен това оригиналното „Евангелие на Сатана“ от XVI век, както се смята, се намира в тайната библиотека на Ватикана. И тя никога не е била достъпна за широката публика, още повече че не е разрешено дори и най-малкото копие, да не говорим за препечатването.
Общоприето е, че тя е написана от Хонорий от Тива през 1520 г. и за първи път е открита през 1750 г. в „Гробницата на Соломон“. Книга е написана или на арамейски, или на библейски иврит. Големият Гримуар се състои от четири части, а най-важните и в същото време най-опасните инструкции са как да се свържете с Луцифер. Между другото, само за това Гриамур не е достатъчен, все пак трябва да имате „разрушителна“ пръчка или камък от „Ематила“ и със сигурност две благословени свещи.
Въпреки строгостта, с която Ватиканът защитава „Евангелието на Сатаната“, книга, озаглавена „Червеният дракон“ (уж копие на „Великия гримоар“), се използва широко, например в Хаити и в други страни от Карибите. Никой не знае как е стигнала там, вероятно нейното разпространение е част от колониалната френска политика от миналото.
Не се знае със сигурност как се използва „Великият гримуар“ в тези страни, но именно тук можете да намерите произхода на зомбитата. Факт, е че Ватиканът не успя да защити „Евангелието на Сатана“ от разпространението му по света. Освен това някои изследователи сериозно вярват, че в тайната библиотека на Ватикана се съхранява само копие на Великия гримоар и никой не знае къде се намира оригиналът ...